# Kirill Sergejewitsch Kabanow
Kirill Sergejewitsch Kabanow (russisch Кирилл Сергеевич Кабанов; * 16. Juli 1992 in Moskau) ist ein russischer Eishockeyspieler, der seit 2019 erneut bei den Aalborg Pirates aus der dänischen Metal Ligaen unter Vertrag steht.

## Karriere
Kabanow begann seine Eishockeykarriere im Nachwuchs des HK ZSKA Moskau. Im Sommer 2007 wechselte er dann zum Stadtrivalen HK Spartak Moskau und stand im Alter von 15 Jahren während der Saison 2007/08 erstmals im Kader der zweiten Seniorenmannschaft, die in der drittklassigen Perwaja Liga spielte. Im Verlauf der Spielzeit 2008/09 gab der inzwischen 16-jährige Stürmer sein Debüt in der ersten Mannschaft Spartaks. Insgesamt kam er in zehn Spielen der Kontinentalen Hockey-Liga zum Einsatz, Punkte blieben ihm dabei aber verwehrt.
Im Sommer 2009 sorgte Kabanows Wechsel nach Nordamerika für Aufsehen. Nachdem sein Vertrag bei Spartak ausgelaufen war, schloss sich der Russe am 16. Juli Salawat Julajew Ufa an und trainierte zunächst mit dem Team. Da Salawat ihm lediglich einen Vertrag ohne Ausstiegsklausel für die National Hockey League anbot, unterzeichnete Kabanow den Kontrakt nicht. Er verließ Ufa und wechselte nach Nordamerika. Dort wählten ihn die Moncton Wildcats aus der Ligue de hockey junior majeur du Québec im CHL Import Draft 2009 in der ersten Runde an siebter Stelle aus. Kabanow schloss sich daraufhin dem Team an. Salawat legte nach der Verpflichtung bei der Internationalen Eishockey-Föderation IIHF Protest ein, da sie darauf bestanden, einen gültigen Vertrag mit Kabanow zu haben, der einen Wechsel nach Nordamerika untersagte. Diese Ansicht teilte die IIHF nicht und bestätigte am 9. Oktober 2009 den Wechsel.
Kabanow spielte daraufhin die Saison bei den Moncton Wildcats, absolvierte allerdings nur 22 Partien, in denen ihm 23 Punkte gelangen. Der Grund darin lag in einer Operation am Handgelenk, die er sich schon in der Vorsaison in Russland zugezogen hatte, und einer daraus resultierenden zehnwöchigen Pause. Am Saisonende gewann er mit den Wildcats die Coupe du Président, obwohl er nur einmal zum Einsatz gekommen war, da er an die russische U18-Junioren-Nationalmannschaft abgetreten worden war, die sich auf die U18-Junioren-Weltmeisterschaft vorbereitete., ehe er kurz nach Beginn der Spielzeit – Ende Oktober 2010 – innerhalb der LHJMQ zu den Lewiston MAINEiacs wechselte. Dort kam er in der Spielzeit 2010/11 auf 37 Einsätze in der regulären Saison. Nach dort erzielten 28 Punkten gelangen ihm in den anschließenden Playoffs 20 Punkte in 15 Partien. Die MAINEiacs stellten nach der Beendigung der Saison den Spielbetrieb ein und wurden nach Blainville in die kanadische Provinz Québec umgesiedelt. Dort sollten sie das Spieljahr 2011/12 als Blainville-Boisbriand Armada spielen. Auch Kabanow gehörte zunächst zum Kader, obwohl er am 1. Juli 2011 von den New York Islanders für drei Jahre unter Vertrag genommen worden war. Diese hatten ihn zuvor im NHL Entry Draft 2010 in der dritten Runde an 65. Stelle ausgewählt. Mitte Oktober 2011 entschied sich das Management der Islanders aber, den Stürmer zunächst für einen Monat an den Färjestad BK aus der schwedischen Elitserien auszuleihen. Da die Armada das Ausländerkontingent bereits ausgefüllt hatte und der Stürmer zu jung war, um in der American Hockey League zu spielen, stellte sich die Ausleihe als einzige Möglichkeit dar. Wenige Tage später wurden seine Transferrechte innerhalb der LHJMQ allerdings an die Shawinigan Cataractes abgegeben.
Für diese absolvierte Kabanow die komplette Spielzeit 2011/12 und gewann zum Saisonende mit der Mannschaft den Memorial Cup. Die folgende Saison 2012/13 begann der Stürmer im AHL-Farmteam der New York Islanders, die Bridgeport Sound Tigers, und debütierte für diese am 12. Oktober 2012 bei einem Auswärtsspiel gegen die Connecticut Whale in der American Hockey League. Dort konnte sich der Russe jedoch aufgrund seiner mäßigen Offensivstärke nicht etablieren und wurde im folgenden Jahr sogar an das Farmteam Stockton Thunder in die unterklassige East Coast Hockey League abgegeben, ehe man ihn im Januar 2014 an MODO Hockey in die Svenska Hockeyligan verlieh. Im Sommer 2014 wechselte Kabanow innerhalb der Liga zum Skellefteå AIK, für den er in der Saison 2014/15 auflief.
Im Sommer 2015 nahm er am Trainingslager der New York Rangers teil, erhielt jedoch keinen Vertrag und kehrte daher nach Europa zurück. Ende Oktober des gleichen Jahres wurde er vom KHL-Klub Salawat Julajew Ufa verpflichtet. Für Salawat absolvierte er nur neun KHL-Spiele in der Saison 2015/16 und wurde anschließend an Neftechimik Nischnekamsk abgegeben. Dort kam er bis Oktober 2016 zum Einsatz, ehe sein Vertrag aufgrund einer schweren Verletzung aufgelöst wurde.
Zur Saison 2017/18 wechselte Kabaonov zum Team der Aalborg Pirates, mit denen er dänischer Meister und Pokalsieger wurde. Zur Folgesaison unterschrieb er einen Vertrag bei den Krefeld Pinguinen aus der Deutschen Eishockey Liga.

### International
Sein Heimatland vertrat Kabanow erstmals bei der World U-17 Hockey Challenge 2008. Dort gelangen ihm in fünf Spielen elf Scorerpunkte, davon neun Assists. Diese machten ihn zum besten Vorlagengeber des Wettbewerbs. Ein Jahr später lief er bei der U18-Junioren-Weltmeisterschaft 2009 in den Vereinigten Staaten auf. Dabei gewann er nach einer 0:5-Finalniederlage gegen die Gastgeber die Silbermedaille. Er selbst steuerte in sieben Spielen abermals elf Scorerpunkte bei. Damit war er drittbester Scorer seines Teams und achtbester des gesamten Turniers. Zudem war er der jüngste Spieler im Kader der Russen.
Ein Jahr später sollte Kabanow auch bei der U18-Junioren-Weltmeisterschaft 2010 in Belarus spielen und war eigens dafür von seinem Klubteam im April freigestellt worden. Im Trainingslager vor dem Turnier überwarf er sich allerdings mit dem russischen Auswahltrainer Michail Wassiljew und wurde aus disziplinarischen Maßnahmen aus dem Kader gestrichen.

## Erfolge und Auszeichnungen
- 2010 CHL Top Prospects Game (verletzungsbedingte Absage)
- 2010 Coupe-du-Président-Gewinn mit den Moncton Wildcats
- 2012 Memorial-Cup-Gewinn mit den Shawinigan Cataractes

### International
- 2008 Bester Vorlagengeber der World U-17 Hockey Challenge
- 2009 Silbermedaille bei der U18-Junioren-Weltmeisterschaft

## Karrierestatistik

### International
Vertrat Russland bei:
- World U-17 Hockey Challenge 2008
- U18-Junioren-Weltmeisterschaft 2009

(Legende zur Spielerstatistik: Sp oder GP = absolvierte Spiele; T oder G = erzielte Tore; V oder A = erzielte Assists; Pkt oder Pts = erzielte Scorerpunkte; SM oder PIM = erhaltene Strafminuten; +/− = Plus/Minus-Bilanz; PP = erzielte Überzahltore; SH = erzielte Unterzahltore; GW = erzielte Siegtore; 1 Play-downs/Relegation; Kursiv: Statistik nicht vollständig)